# Lepanus australis
Lepanus australis är en skalbaggsart som beskrevs av Matthews 1974. Lepanus australis ingår i släktet Lepanus och familjen bladhorningar. Inga underarter finns listade i Catalogue of Life.